# Quercus gemelliflora
Quercus gemelliflora és el nom acceptat una espècie de roure que pertany a la família de les fagàcies i està dins del subgènere Cyclobalanopsis, del gènere Quercus. No hi ha subespècies conegudes.

## Morfologia
Q. gemelliflora és un arbre que creix fins als 20–30 m d'alçada i amb un tronc de 20 a 60 cm de DAH. L'escorça és de color marró grisenca, llisa o finament fissurada. Les branques inicialment densament peloses de color marró, lenticel·lades glabrescents quan són més velles i les gemmes terminals són ovoides o subgloboses. Les fulles són primes i coriàcies, el·líptiques-lanceolades o oblanceolades-obovals de 5-15 per 2-5½ cm. Les estípules són lineals, agudes i piloses, 5-10 per 1–2 mm. L'àpex és agut, acuminat o caudat; la base és aguda o atenuada, sovint asimètrica; el marge és pla, serrat cap apical 1/2; glabre per sobre; glabrescent per sota. Les fulles tenen 8 o 10 parells de nervis secundaris dèbilment alçats per sota, formant un angle de 45-60° amb el nervi central, el pecíol és tomentós d'1 a 4 cm de llarg, pla per sobre i glabrescent. Els aments masculins amb moltes flors, de 3–6 cm de llarg, pilosos. Les flors masculines estan soles o de 3, els estams periants 3-6 lobulats, peluts. Les inflorescències femenines de 2 a 7 flors, periant 4-6 lòbuls, peludes, 0-6 estaminodis, 4-6 estils de 1–2 mm de llargada. Les glans són còniques, de 2–5 cm de llarg, amb àpex obtús i base arrodonida; molt sovint aparellades al llarg dels raquis; subsèssils o en un peduncle curt; la cúpula que tanca 1/3 a 1/2 de la gla, amb 6-8 anells denticulats marronosos, pubescents.

## Distribució
Creixen en els boscos mixtos humits entre els 600 fins als 2000 m a Indonèsia a les illes de Borneo, Java i Sumatra, Vietnam i a oest de Malàisia.

## Taxonomia
Quercus gemelliflora va ser descrita per Blume i publicat a Verhandelingen van het Bataviaasch Genootschap van Kunsten en Wetenschappen 9: 222. 1825.
Etimologia
Quercus: nom genèric del llatí que designava igualment al roure i a l'alzina.
gemelliflora: epítet llatí que vol dir de flors bessones.